# Соданкюля
Соданкюля (фін. Sodankylä півн.-саам. Soađegilli) — громада на півночі Фінляндії, розташована в провінції Лапландія. Площа громади складає 12 415,46 км² . 

## Клімат
Місто знаходиться у зоні, котра характеризується континентальним субарктичним кліматом. Найтепліший місяць — липень із середньою температурою 14.4 °C (58 °F). Найхолодніший місяць — лютий, із середньою температурою -14.4 °С (6 °F).
| Клімат Соданкюля        | Клімат Соданкюля | Клімат Соданкюля | Клімат Соданкюля | Клімат Соданкюля | Клімат Соданкюля | Клімат Соданкюля | Клімат Соданкюля | Клімат Соданкюля | Клімат Соданкюля | Клімат Соданкюля | Клімат Соданкюля | Клімат Соданкюля | Клімат Соданкюля |
| Показник                | Січ.             | Лют.             | Бер.             | Квіт.            | Трав.            | Черв.            | Лип.             | Серп.            | Вер.             | Жовт.            | Лист.            | Груд.            | Рік              |
| Абсолютний максимум, °C | 6                | 6                | 8                | 17               | 25               | 30               | 31               | 28               | 23               | 13               | 7                | 5                | 31               |
| Середній максимум, °C   | −8               | −8               | −3               | 2                | 9                | 16               | 20               | 17               | 10               | 2                | −2               | −6               | 3                |
| Середня температура, °C | −13              | −13              | −9               | −3               | 4                | 10               | 14               | 11               | 5                | −1               | −6               | −10              | 1                |
| Середній мінімум, °C    | −18              | −19              | −16              | −8               | 0                | 5                | 8                | 6                | 1                | −4               | −10              | −15              | −5               |
| Абсолютний мінімум, °C  | −45              | −48              | −40              | −36              | −21              | −5               | −3               | −5               | −13              | −30              | −42              | −43              | −48              |
| Норма опадів, мм        | 20               | 20               | 20               | 20               | 30               | 50               | 60               | 60               | 30               | 40               | 30               | 20               | 470              |
| Днів з дощем            | 3                | 2                | 2                | 3                | 4                | 6                | 6                | 6                | 4                | 5                | 4                | 3                | 55               |
| Вологість повітря, %    | 87               | 86               | 78               | 73               | 68               | 67               | 71               | 80               | 84               | 90               | 91               | 89               | 80               |
| ----------------------- | ---------------- | ---------------- | ---------------- | ---------------- | ---------------- | ---------------- | ---------------- | ---------------- | ---------------- | ---------------- | ---------------- | ---------------- | ---------------- |
| Джерело: Weatherbase    |                  |                  |                  |                  |                  |                  |                  |                  |                  |                  |                  |                  |                  |

9 серпня 2013 вночі був зафіксований мороз: -0,9 °C. 

## Економіка
У листопаді 2011 компанія Anglo American оголосила про виявлення в громаді Соданкюля великого (у світовому масштабі) мідно-нікелевого родовища . 
Громада Соданкюля разом з громадами Інарі і Утсйокі є ініціатором проекту «Арктичний коридор» з будівництва залізниці від Рованіемі до Кіркенеса . 

## Пам'ятки
Одна з наукових радіолокаційних станцій EISCAT розташована недалеко від міста, на майданчику геофізичної лабораторії Соданкюля. У Соданкюля є стародавня дерев'яна церква є (1689) — відкрита для відвідувань в літній період, нова церква і краєзнавчий музей. Однією з визначних пам'яток є також селище і музей золотошукачів Танкаваара, розташований недалеко від міста. 
З 1986 в Соданкюля щороку в червні проходить заснований Мікою і Акі Каурісмякі, а також Ансі Мянттярі кінофестиваль «Північне сонце» . 
На півночі території громади розташоване водосховище Локка площею понад 200 км². 

## Населення
Населення громади за даними на 2013 рік становило 8881 осіб . Щільність населення — 0,76 чол/км². 
Офіційні мови — фінська і північноносаамська. Фінська є рідною для 98,1% населення; північносаамська — для 1,3%; шведська — для 0,1%; інші мови — для 0,5%. Діти у віці до 14 років складають 14,5% населення; особи старше 65 років складають 19,4%. 
| 1970   | 1975   | 1980   | 1985   | 1990   | 1995   | 1998   | 2000 | 2002 | 2004 | 2006 | 2008 | 2010 | 2011 | 2012 |
| ------ | ------ | ------ | ------ | ------ | ------ | ------ | ---- | ---- | ---- | ---- | ---- | ---- | ---- | ---- |
| 10 654 | 10 062 | 10 117 | 10 490 | 10 576 | 10 736 | 10 283 | 9922 | 9489 | 9336 | 9081 | 8872 | 8802 | 8801 | 8809 |

## Відомі жителі та уродженці
- Кайя Кяркінен — фінська співачка.

## Міста-побратими
- Хайлігенблут (нім. Heiligenblut (Kärnten))

## Галерея

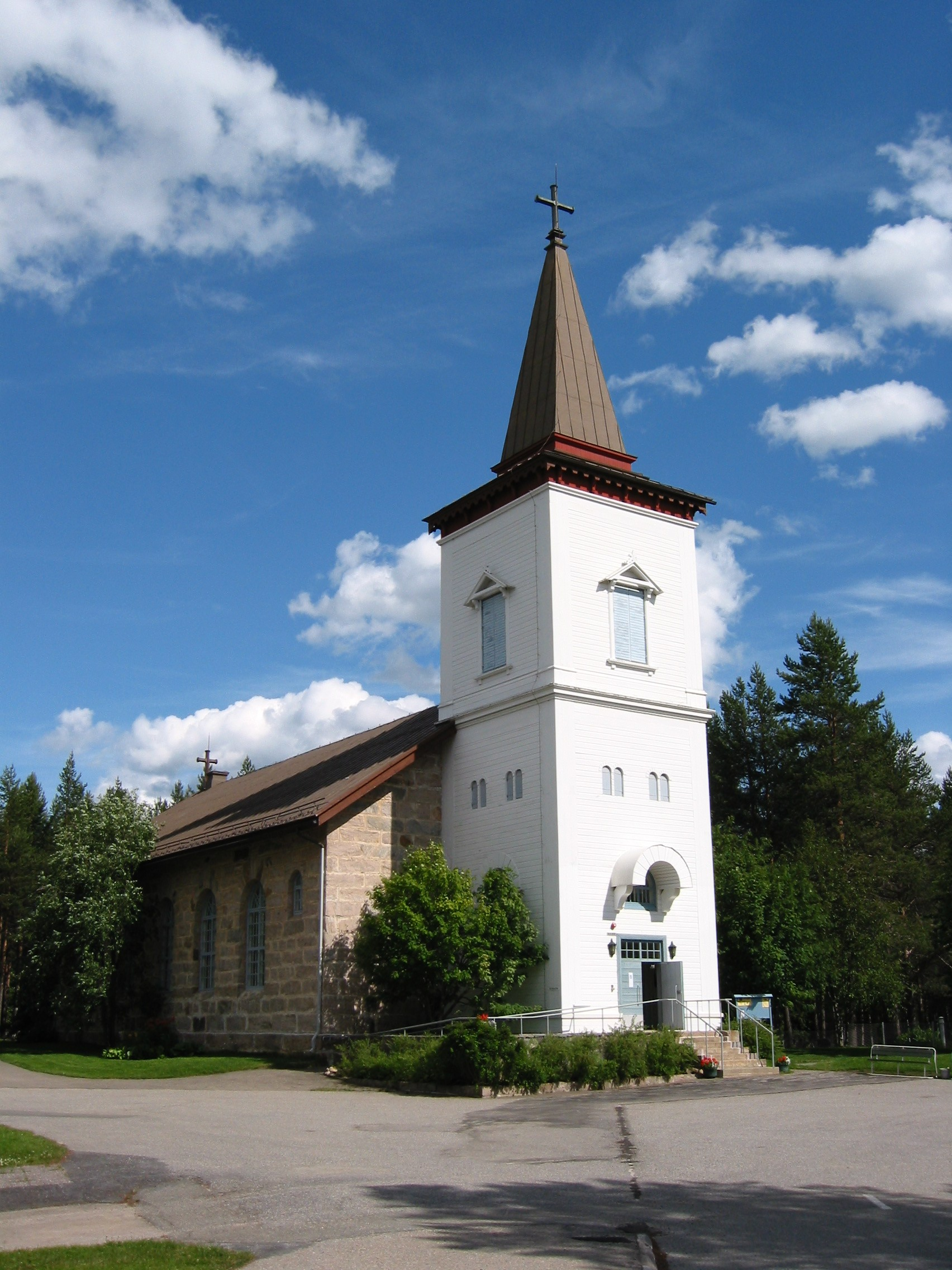
Нова церква
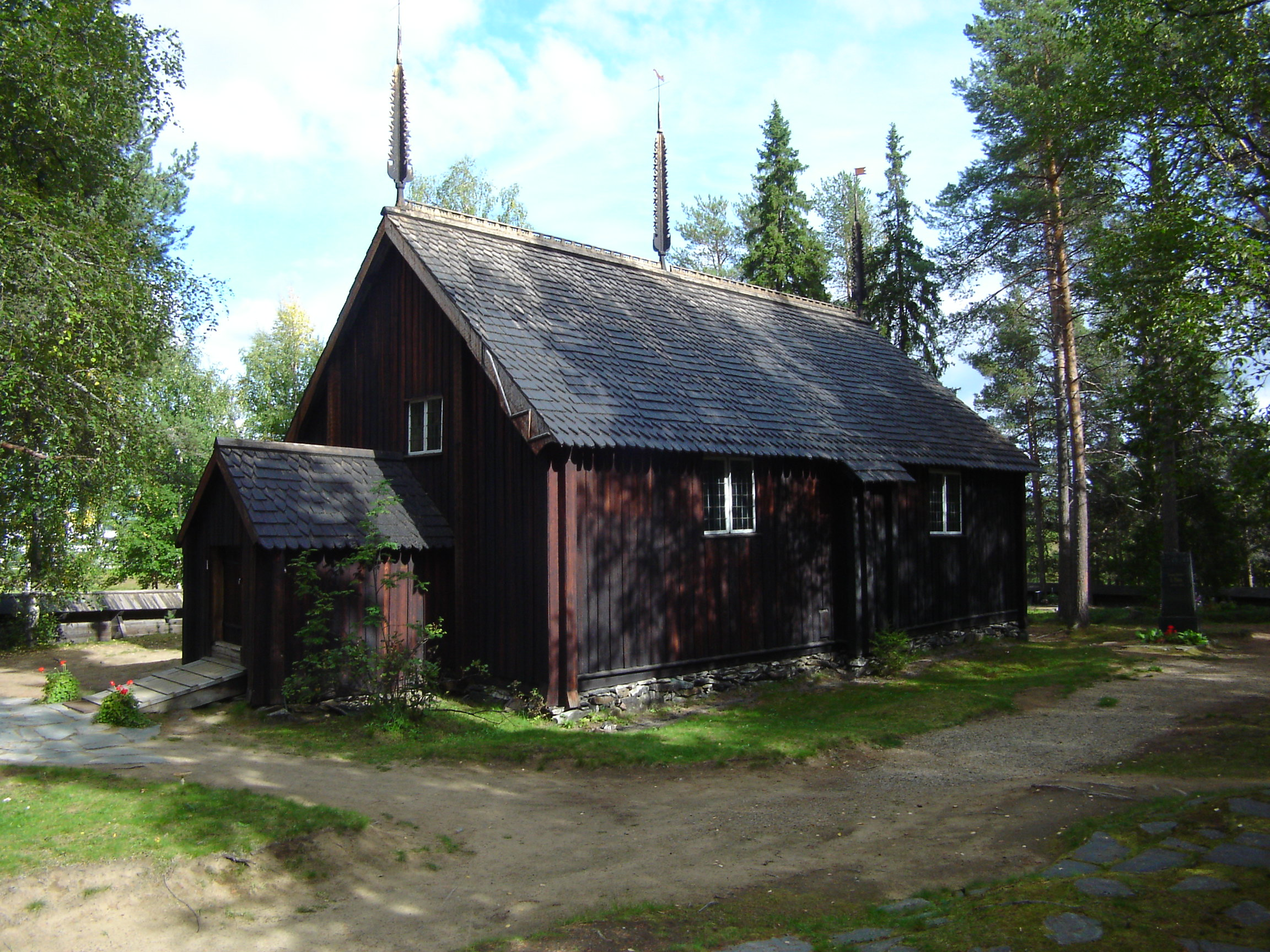
Стара церква
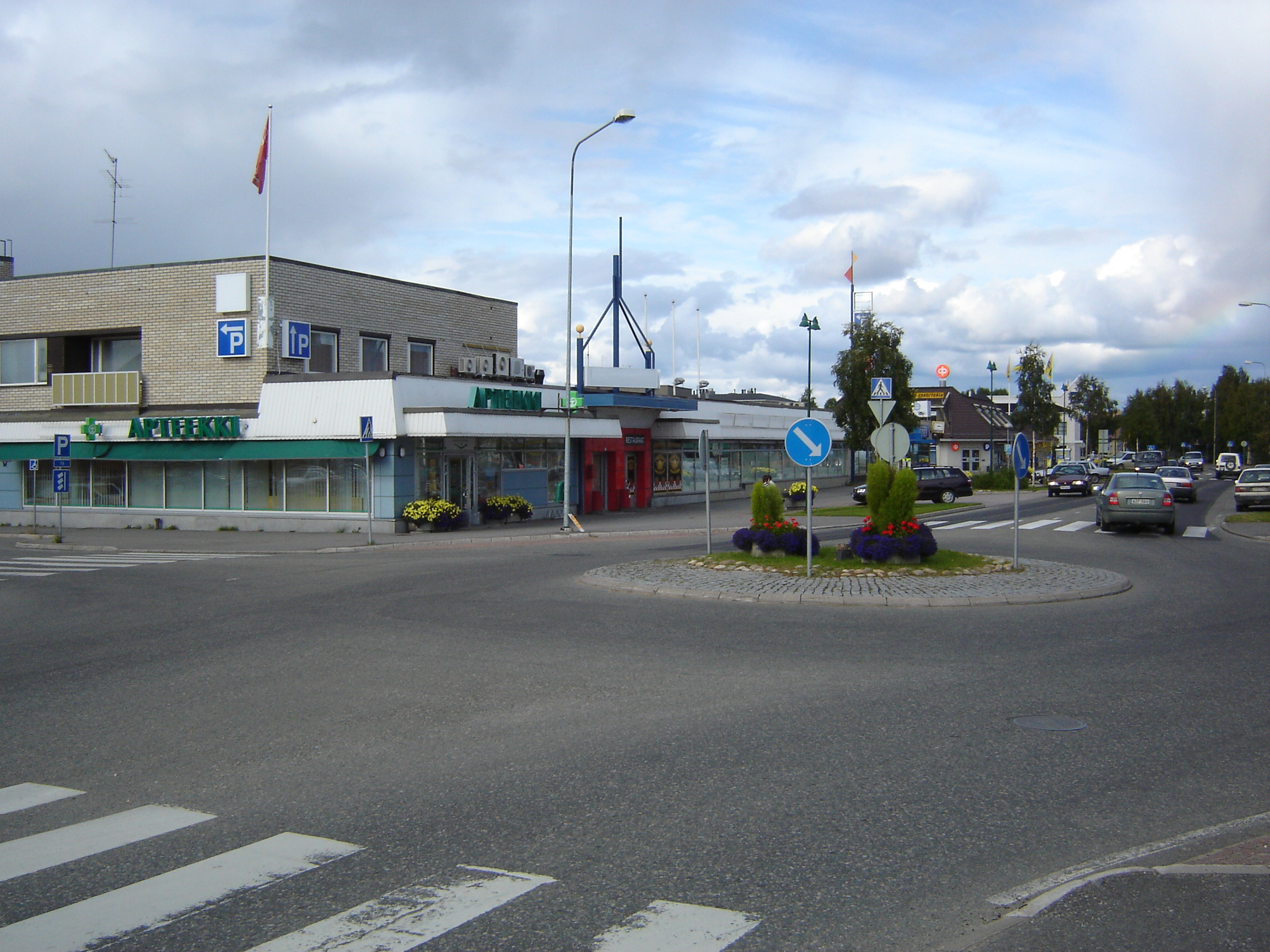
Центр міста
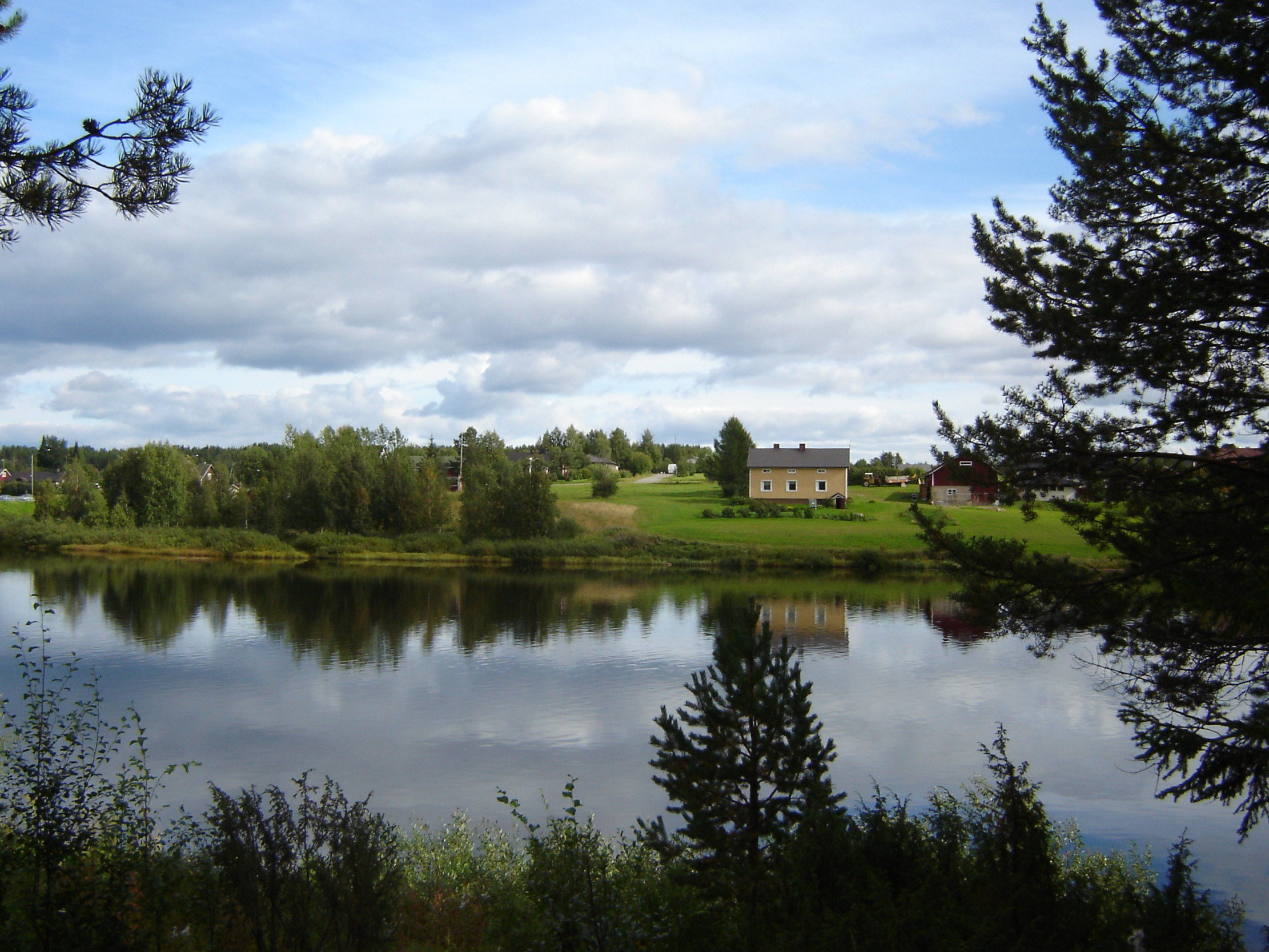
річка Кітінен